# Karl Heinrich Weizsäcker
Karl Heinrich Weizsäcker (Öhringen, 11 dicembre 1822 – Tubinga, 13 agosto 1899) è stato un teologo e storico tedesco.

## Biografia
Nato nel Württemberg, studiò all'Università di Tubinga e all'Università Federico Guglielmo di Berlino. Divenne noto in particolare per i suoi approfonditi studi Untersuchungen über die evangelische Geschichte, ihre Quellen und den Gang ihrer Entwicklung (Indagini sulla storia della chiesa evangelica, le sue origini e il suo sviluppo, del 1864) e Das apostolische Zeitalter der christliche Kirche (La Chiesa cristiana al tempo degli apostoli, del 1886).